# マバカムテン
マバカムテン（英: Mavacamten）は閉塞性肥大型心筋症治療薬であり、低分子のアロステリック心筋ミオシン阻害剤である。ブリストル・マイヤーズ スクイブ社の子会社であるミオカルディア社によって開発された。臨床試験においてマバカムテンは、肥大型心筋症の特徴の一つである筋節の過収縮を標的とし、過剰なミオシンアクチン架橋形成を阻害することで心筋収縮力を低下させ、ミオシン全体をエネルギー節約型でリクルート可能な超弛緩状態へと移行させて顕著な有効性を示した。
マバカムテンは2022年4月に米国食品医薬品局に承認された。日本では2025年3月に承認された。

## 効能・効果
マバカムテンは、症候性のNYHA II-III度閉塞性肥大型心筋症の成人患者を対象とし、機能的能力および症状の改善を目的とする。

## 副作用
米国におけるマバカムテンの処方情報には、心不全に関する黒枠警告が含まれている。マバカムテンは左室駆出率（LVEF）を低下させ、収縮不全による心不全を引き起こす可能性がある。
日本の添付文書には重度の肝機能障害（Child-Pugh分類C）のある患者に対して禁忌と記載されておりLVEFには言及されていないが、日本循環器学会が適正使用に関するステートメントを公表し、左室流出路狭窄（LVOTO）の確認やLVEFの監視などについて注意喚起している。

## 承認
米国ではファーストインクラス医薬品と認定され、2022年4月に承認された。
2023年4月26日、欧州医薬品庁（EMA）のヒト用医薬品委員会（CHMP）は、症候性閉塞性肥大型心筋症（oHCM）の治療を目的とした医薬品マバカムテン販売承認を付与することを推奨する肯定的な意見を採択し、欧州委員会は2023年6月にマバカムテンを承認した。
日本では2023年6月に希少疾病用医薬品に指定され、2024年7月17日に承認申請され、2025年3月27日に承認された。
マバカムテンは日本、米国、欧州の他、カナダ、オーストラリア、韓国、シンガポール、スイス、ブラジル、マカオで承認されている。

## 参考資料
- “Assessing health-related quality-of-life in patients with symptomatic obstructive hypertrophic cardiomyopathy: EQ-5D-based utilities in the EXPLORER-HCM trial”. Journal of Medical Economics 25 (1):  51–58. (2022). doi:10.1080/13696998.2021.2011301. PMID 34907813.